# Тенрјаку
Тенрјаку (天暦) је јапанска ера (ненко) која је именована после Тенгјо и пре Тентоку ере. Временски је трајала од априла 947. до октобра 957. године и припадала је Хејан периоду. Владајући монарх био је цар Мураками.

## Важнији догађаји Тенрјаку ере
- 947. (Тенрјаку 1, девети месец): Започета је изградња Китано храма.[3]
- 947. (Тенрјаку 1, једанаести месец): Цар одлази у Уџи да лови.[3]
- 948. (Тенрјаку 2): Током лењих месеци земљу су погодиле велике суше а током јесени велике кише.[3]
- 29. септембар 948. (Тенрјаку 2, двадесетчетврти дан осмог месеца): И сунце и месец су се могли видети у истом тренутку на небу.[3]
- 949. (Тенрјаку 3, четрнаести дан осмог месеца): Фуџивара но Тадахира умире у 70 години. Био је „сешо“ 20 година и „кампаку“ осам.[4]
- 9. септембар 949. (Тенрјаку 3, девети месец): Бивши цар Јозеи умире у 82 години.[4]
- 950. (Тенрјаку 4, седми месец): Цар Мураками проглашава свог сина Норихира наследником двора.[4]
- 951. (Тенрјаку 5): Пагода код храма Даиго-џи постаје најстарија грађевина у Кјоту.